# Coupe du monde de ski de fond 2020-2021
Navigation
Édition précédente Édition suivante
La 40e édition de la Coupe du monde de ski de fond se déroule du 27 novembre 2020 au 14 mars 2021. 

## Conséquences de la pandémie de Covid-19
En raison des conditions sanitaires liées à la Covid-19, certains athlètes, notamment Therese Johaug, ou fédérations, expriment leurs inquiétudes. La fédération norvégienne propose à la FIS d'aménager le calendrier initial, afin de réduire les déplacements, notamment entre les différents pays, comme le regroupement des compétitions dans le même pays. Après la décision finale des organisateurs de conserver le calendrier initial, avec trois étapes en Suisse au Val Müstair, deux à Dobbiaco (aussi connu sous le nom allemand de Toblach) en Italie et trois également en Italie, à Val di Fiemme, la fédération norvégienne de ski annonce en décembre 2020 que ses athlètes ne disputeront pas les étapes de Davos, Dresde et le Tour de ski. La fédération suédoise quant à elle annonce que ses athlètes ne participent pas aux épreuves de Davos et Dresde.
Le 4 décembre, la FIS annonce l'annulation des épreuves hommes et femmes qui devaient avoir lieu en Chine sur le site olympique.
Le 12 février, la FIS annonce l'annulation de toutes les étapes ayant lieu en Norvège et donc l'annulation définitive des étapes à Lillehammer pour les Finales.

## Programme de la saison
La saison comporte 31 épreuves (dont 4 par équipes) réparties à travers 13 sites en Europe et en Asie.
| \| Pékin \| Sites des compétitions en · Asie |
| Pékin                                        |

| Pékin |

| \| Davos Dobbiaco Val Müstair Val di Fiemme Dresde Nové Město na Moravě \| Sites des compétitions en Europe centrale |
| Davos Dobbiaco Val Müstair Val di Fiemme Dresde Nové Město na Moravě                                                 |

| Davos Dobbiaco Val Müstair Val di Fiemme Dresde Nové Město na Moravě |

| \| Ruka Lillehammer Lahti Oslo Ulricehamn Falun \| Sites des compétitions en Europe du Nord |
| Ruka Lillehammer Lahti Oslo Ulricehamn Falun                                                |

| Ruka Lillehammer Lahti Oslo Ulricehamn Falun |

| \| Pékin \| Sites des compétitions en · Asie |
| Pékin                                        |

| Pékin |

| \| Davos Dobbiaco Val Müstair Val di Fiemme Dresde Nové Město na Moravě \| Sites des compétitions en Europe centrale |
| Davos Dobbiaco Val Müstair Val di Fiemme Dresde Nové Město na Moravě                                                 |

| Davos Dobbiaco Val Müstair Val di Fiemme Dresde Nové Město na Moravě |

| \| Ruka Lillehammer Lahti Oslo Ulricehamn Falun \| Sites des compétitions en Europe du Nord |
| Ruka Lillehammer Lahti Oslo Ulricehamn Falun                                                |

| Ruka Lillehammer Lahti Oslo Ulricehamn Falun |

## Attribution des points
La FIS introduit une nouveauté lors de cette saison. Elle décide d'octroyer des points aux membres des relais, ces points comptant pour le classement individuel de la coupe du monde. Les membres du relais vainqueur récupère 25 points, puis 20 pour le deuxième, 15, 12 points. Cette décision est critiquée par de nombreux athlètes, comme le Norvégien Johannes Høsflot Klæbo qui estime que c'est un désavantage pour son adversaire russe Alexander Bolshunov et déclare « Imaginez-vous possible qu’un nouveau Dario Cologna puisse émerger sans équipe de relais ? ». Son coéquipier Simen Hegstad Krüger déclare que « le succès sera encore plus difficile pour les concurrents qui n’ont pas d’équipe pour se battre dans un relais ».

### Individuel
| Place  | 1er | 2e | 3e | 4e | 5e | 6e | 7e | 8e | 9e | 10e | 11e | 12e | 13e | 14e | 15e | 16e | 17e | 18e | 19e | 20e | 21e | 22e | 23e | 24e | 25e | 26e | 27e | 28e | 29e | 30e |
| ------ | --- | -- | -- | -- | -- | -- | -- | -- | -- | --- | --- | --- | --- | --- | --- | --- | --- | --- | --- | --- | --- | --- | --- | --- | --- | --- | --- | --- | --- | --- |
| Points | 100 | 80 | 60 | 50 | 45 | 40 | 36 | 32 | 29 | 26  | 24  | 22  | 20  | 18  | 16  | 15  | 14  | 13  | 12  | 11  | 10  | 9   | 8   | 7   | 6   | 5   | 4   | 3   | 2   | 1   |

| Place  | 1er | 2e | 3e | 4e | 5e | 6e | 7e | 8e | 9e | 10e | 11e | 12e | 13e | 14e | 15e | 16e | 17e | 18e | 19e | 20e | 21e | 22e | 23e | 24e | 25e | 26e | 27e | 28e | 29e | 30e |
| ------ | --- | -- | -- | -- | -- | -- | -- | -- | -- | --- | --- | --- | --- | --- | --- | --- | --- | --- | --- | --- | --- | --- | --- | --- | --- | --- | --- | --- | --- | --- |
| Points | 50  | 46 | 43 | 40 | 37 | 34 | 32 | 30 | 28 | 26  | 24  | 22  | 20  | 18  | 16  | 15  | 14  | 13  | 12  | 11  | 10  | 9   | 8   | 7   | 6   | 5   | 4   | 3   | 2   | 1   |

| Place  | 1er | 2e  | 3e  | 4e  | 5e | 6e | 7e | 8e | 9e | 10e | 11e | 12e | 13e | 14e | 15e | 16e | 17e | 18e | 19e | 20e | 21e | 22e | 23e | 24e | 25e | 26e | 27e | 28e | 29e | 30e |
| ------ | --- | --- | --- | --- | -- | -- | -- | -- | -- | --- | --- | --- | --- | --- | --- | --- | --- | --- | --- | --- | --- | --- | --- | --- | --- | --- | --- | --- | --- | --- |
| Points | 200 | 160 | 120 | 100 | 90 | 80 | 72 | 64 | 58 | 52  | 48  | 44  | 40  | 36  | 32  | 30  | 28  | 26  | 24  | 22  | 20  | 18  | 16  | 14  | 12  | 10  | 8   | 6   | 4   | 2   |

| Place  | 1er | 2e  | 3e  | 4e  | 5e  | 6e  | 7e  | 8e | 9e | 10e | 11e | 12e | 13e | 14e | 15e | 16e | 17e | 18e | 19e | 20e | 21e | 22e | 23e | 24e | 25e | 26e | 27e | 28e | 29e | 30e |
| ------ | --- | --- | --- | --- | --- | --- | --- | -- | -- | --- | --- | --- | --- | --- | --- | --- | --- | --- | --- | --- | --- | --- | --- | --- | --- | --- | --- | --- | --- | --- |
| Points | 300 | 240 | 180 | 150 | 135 | 120 | 108 | 96 | 87 | 78  | 72  | 66  | 60  | 54  | 48  | 45  | 42  | 39  | 36  | 33  | 30  | 27  | 24  | 21  | 18  | 15  | 12  | 9   | 6   | 3   |

| Place  | 1er | 2e  | 3e  | 4e  | 5e  | 6e  | 7e  | 8e  | 9e  | 10e | 11e | 12e | 13e | 14e | 15e | 16e | 17e | 18e | 19e | 20e | 21e | 22e | 23e | 24e | 25e | 26e | 27e | 28e | 29e | 30e |
| ------ | --- | --- | --- | --- | --- | --- | --- | --- | --- | --- | --- | --- | --- | --- | --- | --- | --- | --- | --- | --- | --- | --- | --- | --- | --- | --- | --- | --- | --- | --- |
| Points | 400 | 320 | 240 | 200 | 180 | 160 | 144 | 128 | 116 | 104 | 96  | 88  | 80  | 72  | 64  | 60  | 56  | 52  | 48  | 44  | 40  | 36  | 32  | 28  | 24  | 20  | 16  | 12  | 8   | 4   |

### Par équipe
| Place  | 1er | 2e  | 3e  | 4e  | 5e | 6e | 7e | 8e | 9e | 10e | 11e | 12e | 13e | 14e | 15e | 16e | 17e | 18e | 19e | 20e | 21e | 22e | 23e | 24e | 25e | 26e | 27e | 28e | 29e | 30e |
| ------ | --- | --- | --- | --- | -- | -- | -- | -- | -- | --- | --- | --- | --- | --- | --- | --- | --- | --- | --- | --- | --- | --- | --- | --- | --- | --- | --- | --- | --- | --- |
| Points | 200 | 160 | 120 | 100 | 90 | 80 | 72 | 64 | 58 | 52  | 48  | 44  | 40  | 36  | 32  | 30  | 28  | 26  | 24  | 22  | 20  | 18  | 16  | 14  | 12  | 10  | 8   | 6   | 4   | 2   |

| Place  | 1er | 2e | 3e | 4e | 5e | 6e | 7e | 8e | 9e | 10e | 11e | 12e | 13e | 14e | 15e | 16e | 17e | 18e | 19e | 20e | 21e | 22e | 23e | 24e | 25e | 26e | 27e | 28e | 29e | 30e |
| ------ | --- | -- | -- | -- | -- | -- | -- | -- | -- | --- | --- | --- | --- | --- | --- | --- | --- | --- | --- | --- | --- | --- | --- | --- | --- | --- | --- | --- | --- | --- |
| Points | 100 | 80 | 60 | 50 | 45 | 40 | 36 | 32 | 29 | 26  | 24  | 22  | 20  | 18  | 16  | 15  | 14  | 13  | 12  | 11  | 10  | 9   | 8   | 7   | 6   | 5   | 4   | 3   | 2   | 1   |

## Classements

### Classements généraux
| Rang | Nom                    | Points |
| ---- | ---------------------- | ------ |
| 1    | Alexander Bolshunov    | 1765   |
| 2    | Ivan Yakimushkin       | 800    |
| 3    | Johannes Høsflot Klæbo | 663    |
| 4    | Federico Pellegrino    | 613    |
| 5    | Artiom Maltsev         | 604    |
| 6    | Maurice Manificat      | 597    |
| 7    | Evgeniy Belov          | 590    |
| 8    | Andrey Melnichenko     | 586    |
| 9    | Denis Spitsov          | 567    |
| 10   | Oskar Svensson         | 484    |

| Rang | Nom               | Points |
| ---- | ----------------- | ------ |
| 1    | Jessica Diggins   | 1347   |
| 2    | Yulia Stupak      | 1079   |
| 3    | Ebba Andersson    | 1011   |
| 4    | Rosie Brennan     | 919    |
| 5    | Tatiana Sorina    | 851    |
| 6    | Natalia Nepryaeva | 733    |
| 7    | Linn Svahn        | 688    |
| 8    | Anamarija Lampič  | 643    |
| 9    | Therese Johaug    | 611    |
| 10   | Nadine Fähndrich  | 597    |

### Classements de Distance
| Rang | Nom                  | Points |
| ---- | -------------------- | ------ |
| 1    | Alexander Bolshunov  | 921    |
| 2    | Ivan Yakimushkin     | 509    |
| 3    | Simen Hegstad Krüger | 357    |
| 3    | Denis Spitsov        | 327    |
| 5    | Evgeniy Belov        | 321    |

| Rang | Nom             | Points |
| ---- | --------------- | ------ |
| 1    | Jessica Diggins | 653    |
| 2    | Ebba Andersson  | 640    |
| 3    | Yulia Stupak    | 619    |
| 4    | Rosie Brennan   | 484    |
| 5    | Therese Johaug  | 410    |

### Classements de Sprint
| Rang | Nom                 | Points |
| ---- | ------------------- | ------ |
| 1    | Federico Pellegrino | 439    |
| 2    | Gleb Retivykh       | 369    |
| 3    | Alexander Bolshunov | 284    |
| 4    | Oskar Svensson      | 263    |
| 5    | Lucas Chanavat      | 219    |

| Rang | Nom              | Points |
| ---- | ---------------- | ------ |
| 1    | Anamarija Lampič | 402    |
| 2    | Nadine Fähndrich | 296    |
| 3    | Linn Svahn       | 275    |
| 4    | Jessica Diggins  | 262    |
| 5    | Maja Dahlqvist   | 244    |

### Coupe des Nations
| Rang | Nation     | Points |
| ---- | ---------- | ------ |
| 1    | Russie     | 7485   |
| 2    | Norvège    | 4525   |
| 3    | Suède      | 4432   |
| 4    | États-Unis | 3757   |
| 5    | Suisse     | 2386   |

| Rang | Nation  | Points |
| ---- | ------- | ------ |
| 1    | Russie  | 4450   |
| 2    | Norvège | 2482   |
| 3    | France  | 1976   |
| 4    | Italie  | 1359   |
| 5    | Suisse  | 1343   |

| Rang | Nation     | Points |
| ---- | ---------- | ------ |
| 1    | Suède      | 3172   |
| 2    | Russie     | 3035   |
| 3    | États-Unis | 3021   |
| 4    | Norvège    | 2043   |
| 5    | Allemagne  | 1270   |

### Globes de cristal et titres mondiaux
| Disciplines        | Disciplines        | Globe de cristal    | Champions du monde     |
| ------------------ | ------------------ | ------------------- | ---------------------- |
| Général            | Général            | Alexander Bolshunov |                        |
| Coupe des Nations  | Coupe des Nations  | Russie              |                        |
| Sprint             | Sprint             | Federico Pellegrino | Johannes Høsflot Klæbo |
| Sprint par équipes | Sprint par équipes |                     | Norvège                |
| D i s t a n c e    | Individuelle       | Alexander Bolshunov | Hans Christer Holund   |
| D i s t a n c e    | Skiathlon          | Alexander Bolshunov | Alexander Bolshunov    |
| D i s t a n c e    | Départ en ligne    | Alexander Bolshunov | Emil Iversen           |
| Relais             | Relais             |                     | Norvège                |

| Disciplines        | Disciplines        | Globe de cristal | Championnes du monde |
| ------------------ | ------------------ | ---------------- | -------------------- |
| Général            | Général            | Jessica Diggins  |                      |
| Coupe des Nations  | Coupe des Nations  | Suède            |                      |
| Sprint             | Sprint             | Anamarija Lampič | Jonna Sundling       |
| Sprint par équipes | Sprint par équipes |                  | Suède                |
| D i s t a n c e    | Individuelle       | Jessica Diggins  | Therese Johaug       |
| D i s t a n c e    | Skiathlon          | Jessica Diggins  | Therese Johaug       |
| D i s t a n c e    | Départ en ligne    | Jessica Diggins  | Therese Johaug       |
| Relais             | Relais             |                  | Norvège              |

## Calendrier et podiums

### Hommes

#### Épreuves individuelles
| N°                                                                           | Lieu                           | Date                           | Épreuve                        | Vainqueur                                               | Deuxième                                                | Troisième                                               | Leader du Général                                       |
| ---------------------------------------------------------------------------- | ------------------------------ | ------------------------------ | ------------------------------ | ------------------------------------------------------- | ------------------------------------------------------- | ------------------------------------------------------- | ------------------------------------------------------- |
| Ruka Triple (27 au 29 novembre 2020)                                         |                                |                                |                                |                                                         |                                                         |                                                         |                                                         |
| 1                                                                            | Ruka                           | 27 novembre 2020               | Sprint C                       | Erik Valnes                                             | Johannes H. Klæbo                                       | Emil Iversen                                            | Erik Valnes                                             |
| 2                                                                            | Ruka                           | 28 novembre 2020               | 15 km C                        | Johannes H. Klæbo                                       | Alexey Chervotkin                                       | Alexander Bolshunov                                     | Johannes H. Klæbo                                       |
| 3                                                                            | Ruka                           | 29 novembre 2020               | Poursuite 15 km L              | Hans C. Holund                                          | Andrey Melnichenko                                      | Sjur Røthe                                              | Johannes H. Klæbo                                       |
| Ruka Triple - Classement final                                               | Ruka Triple - Classement final | Ruka Triple - Classement final | Ruka Triple - Classement final | Johannes H. Klæbo                                       | Alexander Bolshunov                                     | Emil Iversen                                            | Johannes H. Klæbo                                       |
|                                                                              |                                |                                |                                |                                                         |                                                         |                                                         |                                                         |
| -                                                                            | Lillehammer                    | 4 décembre 2020                | Sprint C                       | Epreuves annulées en raison de la pandémie du COVID-19, | Epreuves annulées en raison de la pandémie du COVID-19, | Epreuves annulées en raison de la pandémie du COVID-19, | Epreuves annulées en raison de la pandémie du COVID-19, |
| -                                                                            | Lillehammer                    | 5 décembre 2020                | 30 km Skiathlon                | Epreuves annulées en raison de la pandémie du COVID-19, | Epreuves annulées en raison de la pandémie du COVID-19, | Epreuves annulées en raison de la pandémie du COVID-19, | Epreuves annulées en raison de la pandémie du COVID-19, |
| 4                                                                            | Davos                          | 12 décembre 2020               | Sprint L                       | Federico Pellegrino                                     | Alexander Bolshunov                                     | Andrew Young                                            | Alexander Bolshunov                                     |
| 5                                                                            | Davos                          | 13 décembre 2020               | 15 km L                        | Alexander Bolshunov                                     | Andrey Melnichenko                                      | Artiom Maltsev                                          | Alexander Bolshunov                                     |
| 6                                                                            | Dresde                         | 19 décembre 2020               | Sprint L                       | Federico Pellegrino                                     | Andrew Young                                            | Gleb Retivykh                                           | Alexander Bolshunov                                     |
| Tour de Ski 2020-2021 (1 au 10 janvier 2021)                                 |                                |                                |                                |                                                         |                                                         |                                                         |                                                         |
| 7                                                                            | Val Müstair                    | 1er janvier 2021               | Sprint L                       | Federico Pellegrino                                     | Alexander Bolshunov                                     | Richard Jouve                                           | Alexander Bolshunov                                     |
| 8                                                                            | Val Müstair                    | 2 janvier 2021                 | 15 km C DL                     | Alexander Bolshunov                                     | Dario Cologna                                           | Ivan Yakimushkin                                        | Alexander Bolshunov                                     |
| 9                                                                            | Val Müstair                    | 3 janvier 2021                 | Poursuite 15 km L              | Alexander Bolshunov                                     | Artiom Maltsev                                          | Maurice Manificat                                       | Alexander Bolshunov                                     |
| 10                                                                           | Dobbiaco                       | 5 janvier 2021                 | 15 km L                        | Alexander Bolshunov                                     | Denis Spitsov                                           | Ivan Yakimushkin                                        | Alexander Bolshunov                                     |
| 11                                                                           | Dobbiaco                       | 6 janvier 2021                 | Poursuite 15 km C              | Alexander Bolshunov                                     | Ivan Yakimushkin                                        | Evgeniy Belov                                           | Alexander Bolshunov                                     |
| 12                                                                           | Val di Fiemme                  | 8 janvier 2021                 | 15 km C DL                     | Alexander Bolshunov                                     | Francesco De Fabiani                                    | Aleksey Chervotkin                                      | Alexander Bolshunov                                     |
| 13                                                                           | Val di Fiemme                  | 9 janvier 2021                 | Sprint C                       | Oskar Svensson                                          | Gleb Retivykh                                           | Alexander Bolshunov                                     | Alexander Bolshunov                                     |
| 14                                                                           | Val di Fiemme                  | 10 janvier 2021                | 10 km LDL                      | Denis Spitsov                                           | Alexander Bolshunov                                     | Maurice Manificat                                       | Alexander Bolshunov                                     |
| Tour de Ski - Classement final                                               | Tour de Ski - Classement final | Tour de Ski - Classement final | Tour de Ski - Classement final | Alexander Bolshunov                                     | Maurice Manificat                                       | Denis Spitsov                                           | Alexander Bolshunov                                     |
|                                                                              |                                |                                |                                |                                                         |                                                         |                                                         |                                                         |
| 15                                                                           | Lahti                          | 23 janvier 2021                | 30 km Skiathlon                | Emil Iversen                                            | Sjur Røthe                                              | Pål Golberg                                             | Alexander Bolshunov                                     |
| 16                                                                           | Falun                          | 29 janvier 2021                | 15 km L                        | Alexander Bolshunov                                     | Simen Hegstad Krüger                                    | Sjur Røthe                                              | Alexander Bolshunov                                     |
| 17                                                                           | Falun                          | 30 janvier 2021                | 15 km C DL                     | Alexander Bolshunov                                     | Johannes H. Klæbo                                       | Pål Golberg                                             | Alexander Bolshunov                                     |
| 18                                                                           | Falun                          | 31 janvier 2021                | Sprint C                       | Johannes H. Klæbo                                       | Oskar Svensson                                          | Håvard Solås Taugbøl                                    | Alexander Bolshunov                                     |
| 19                                                                           | Ulricehamn                     | 6 février 2021                 | Sprint L                       | Oskar Svensson                                          | Gleb Retivykh                                           | Federico Pellegrino                                     | Alexander Bolshunov                                     |
| -                                                                            | Nové Město                     | 20 février 2021                | Sprint C                       | Épreuves annulées en raison de la pandémie du COVID-19  | Épreuves annulées en raison de la pandémie du COVID-19  | Épreuves annulées en raison de la pandémie du COVID-19  | Épreuves annulées en raison de la pandémie du COVID-19  |
| -                                                                            | Nové Město                     | 21 février 2021                | 15 km L                        | Épreuves annulées en raison de la pandémie du COVID-19  | Épreuves annulées en raison de la pandémie du COVID-19  | Épreuves annulées en raison de la pandémie du COVID-19  | Épreuves annulées en raison de la pandémie du COVID-19  |
| Oberstdorf Championnats du monde de ski nordique (23 février au 7 mars 2021) |                                |                                |                                |                                                         |                                                         |                                                         |                                                         |
| 20                                                                           | Oslo → Engadine                | 12 mars 2021 → 13 mars 2021    | Sprint C → 15 km C             | Alexander Bolshunov                                     | Johannes H. Klæbo                                       | Pål Golberg                                             | Alexander Bolshunov                                     |
| 21                                                                           | Oslo → Engadine                | 14 mars 2021                   | 50 km L                        | Simen Hegstad Krüger                                    | Hans Christer Holund                                    | Jens Burman                                             | Alexander Bolshunov                                     |
| Finales                                                                      |                                |                                |                                |                                                         |                                                         |                                                         |                                                         |
| -                                                                            | Pékin → Lillehammer            | 19 mars 2021                   | Sprint L                       | Epreuves annulées en raison de la pandémie du COVID-19  | Epreuves annulées en raison de la pandémie du COVID-19  | Epreuves annulées en raison de la pandémie du COVID-19  | Epreuves annulées en raison de la pandémie du COVID-19  |
| -                                                                            | Pékin → Lillehammer            | 20 mars 2021                   | 15 km Skiathlon                | Epreuves annulées en raison de la pandémie du COVID-19  | Epreuves annulées en raison de la pandémie du COVID-19  | Epreuves annulées en raison de la pandémie du COVID-19  | Epreuves annulées en raison de la pandémie du COVID-19  |
| -                                                                            | Pékin → Lillehammer            | 21 mars 2021                   | Poursuite 15 km C              | Epreuves annulées en raison de la pandémie du COVID-19  | Epreuves annulées en raison de la pandémie du COVID-19  | Epreuves annulées en raison de la pandémie du COVID-19  | Epreuves annulées en raison de la pandémie du COVID-19  |
| Finales - Classement final                                                   |                                |                                |                                |                                                         |                                                         |                                                         |                                                         |
|                                                                              |                                |                                |                                |                                                         |                                                         |                                                         |                                                         |

#### Épreuves par équipes
| N° | Lieu        | Date             | Épreuve                  | Vainqueur                                             | Deuxième                                                                      | Troisième                                                                            |
| -- | ----------- | ---------------- | ------------------------ | ----------------------------------------------------- | ----------------------------------------------------------------------------- | ------------------------------------------------------------------------------------ |
| -  | Lillehammer | 6 décembre 2020  | Relais 4 x 7,5 km L et C | Epreuve annulée en raison de la pandémie du COVID-19, | Epreuve annulée en raison de la pandémie du COVID-19,                         | Epreuve annulée en raison de la pandémie du COVID-19,                                |
| 1  | Dresde      | 20 décembre 2020 | Sprint par équipes L     | Russie I - Gleb Retivykh                              | France I - Richard Jouve - Lucas Chanavat                                     | Italie I - Francesco de Fabiani - Federico Pellegrino                                |
| 2  | Lahti       | 24 janvier 2021  | Relais 4 x 7,5 km L et C | Norvège - Simen Hegstad Krüger                        | Finlande I - Perttu Hyvärinen - Ristomatti Hakola - Iivo Niskanen - Joni Mäki | Russie I - Ilia Semikov - Ivan Yakimushkin - Andrey Melnichenko - Sergueï Oustiougov |
| 3  | Ulricehamn  | 7 février 2021   | Sprint par équipes L     | Italie I - Federico Pellegrino                        | Suisse I - Jovian Hediger - Roman Furger                                      | Suède II - Karl-Johan Westberg - Johan Häggström                                     |

### Femmes

#### Épreuves individuelles
| N°                                                                           | Lieu                           | Date                           | Épreuve                        | Vainqueur                                               | Deuxième                                                | Troisième                                               | Leader du Général                                       |
| ---------------------------------------------------------------------------- | ------------------------------ | ------------------------------ | ------------------------------ | ------------------------------------------------------- | ------------------------------------------------------- | ------------------------------------------------------- | ------------------------------------------------------- |
| Ruka Triple (27 au 29 novembre 2020)                                         |                                |                                |                                |                                                         |                                                         |                                                         |                                                         |
| 1                                                                            | Ruka                           | 27 novembre 2020               | Sprint C                       | Linn Svahn                                              | Maja Dahlqvist                                          | Jonna Sundling                                          | Linn Svahn                                              |
| 2                                                                            | Ruka                           | 28 novembre 2020               | 10 km C                        | Therese Johaug                                          | Frida Karlsson                                          | Ebba Andersson                                          | Linn Svahn                                              |
| 3                                                                            | Ruka                           | 29 novembre 2020               | Poursuite 10 km L              | Therese Johaug                                          | Helene Marie Fossesholm                                 | Rosie Brennan                                           | Therese Johaug                                          |
| Ruka Triple - Classement final                                               | Ruka Triple - Classement final | Ruka Triple - Classement final | Ruka Triple - Classement final | Therese Johaug                                          | Tatiana Sorina                                          | Ebba Andersson                                          | Therese Johaug                                          |
|                                                                              |                                |                                |                                |                                                         |                                                         |                                                         |                                                         |
| -                                                                            | Lillehammer                    | 4 décembre 2020                | Sprint C                       | Épreuves annulées en raison de la pandémie du COVID-19, | Épreuves annulées en raison de la pandémie du COVID-19, | Épreuves annulées en raison de la pandémie du COVID-19, | Épreuves annulées en raison de la pandémie du COVID-19, |
| -                                                                            | Lillehammer                    | 5 décembre 2020                | 15 km Skiathlon                | Épreuves annulées en raison de la pandémie du COVID-19, | Épreuves annulées en raison de la pandémie du COVID-19, | Épreuves annulées en raison de la pandémie du COVID-19, | Épreuves annulées en raison de la pandémie du COVID-19, |
| 4                                                                            | Davos                          | 12 décembre 2020               | Sprint L                       | Rosie Brennan                                           | Anamarija Lampič                                        | Natalia Nepryaeva                                       | Therese Johaug                                          |
| 5                                                                            | Davos                          | 13 décembre 2020               | 10 km L                        | Rosie Brennan                                           | Yulia Stupak                                            | Hailey Swirbul                                          | Rosie Brennan                                           |
| 6                                                                            | Dresde                         | 19 décembre 2020               | Sprint L                       | Nadine Fähndrich                                        | Sophie Caldwell                                         | Anamarija Lampič                                        | Rosie Brennan                                           |
| Tour de Ski 2020-2021 (1 au 10 janvier 2021)                                 |                                |                                |                                |                                                         |                                                         |                                                         |                                                         |
| 7                                                                            | Val Müstair                    | 1er janvier 2021               | Sprint L                       | Linn Svahn                                              | Anamarija Lampič                                        | Jessica Diggins                                         | Rosie Brennan                                           |
| 8                                                                            | Val Müstair                    | 2 janvier 2021                 | 10 km C DL                     | Linn Svahn                                              | Yulia Stupak                                            | Jessica Diggins                                         | Rosie Brennan                                           |
| 9                                                                            | Val Müstair                    | 3 janvier 2021                 | Poursuite 10 km L              | Jessica Diggins                                         | Rosie Brennan                                           | Ebba Andersson                                          | Rosie Brennan                                           |
| 10                                                                           | Dobbiaco                       | 5 janvier 2021                 | 10 km L                        | Jessica Diggins                                         | Rosie Brennan                                           | Frida Karlsson                                          | Rosie Brennan                                           |
| 11                                                                           | Dobbiaco                       | 6 janvier 2021                 | Poursuite 10 km C              | Yulia Stupak                                            | Ebba Andersson                                          | Jessica Diggins                                         | Rosie Brennan                                           |
| 12                                                                           | Val di Fiemme                  | 8 janvier 2021                 | 10 km C DL                     | Natalia Nepryaeva                                       | Katharina Hennig                                        | Ebba Andersson                                          | Rosie Brennan                                           |
| 13                                                                           | Val di Fiemme                  | 9 janvier 2021                 | Sprint C                       | Linn Svahn                                              | Maja Dahlqvist                                          | Emma Ribom                                              | Rosie Brennan                                           |
| 14                                                                           | Val di Fiemme                  | 10 janvier 2021                | 10 km LDL                      | Ebba Andersson                                          | Jessica Diggins                                         | Delphine Claudel                                        | Rosie Brennan                                           |
| Tour de Ski - Classement final                                               | Tour de Ski - Classement final | Tour de Ski - Classement final | Tour de Ski - Classement final | Jessica Diggins                                         | Yulia Stupak                                            | Ebba Andersson                                          | Jessica Diggins                                         |
|                                                                              |                                |                                |                                |                                                         |                                                         |                                                         |                                                         |
| 15                                                                           | Lahti                          | 23 janvier 2021                | 15 km Skiathlon                | Therese Johaug                                          | Helene Marie Fossesholm                                 | Heidi Weng                                              | Jessica Diggins                                         |
| 16                                                                           | Falun                          | 29 janvier 2021                | 10 km L                        | Jessica Diggins                                         | Therese Johaug                                          | Ebba Andersson                                          | Jessica Diggins                                         |
| 17                                                                           | Falun                          | 30 janvier 2021                | 10 km C                        | Linn Svahn                                              | Yulia Stupak                                            | Therese Johaug                                          | Jessica Diggins                                         |
| 18                                                                           | Falun                          | 31 janvier 2021                | Sprint C                       | Linn Svahn                                              | Anamarija Lampič                                        | Jonna Sundling                                          | Jessica Diggins                                         |
| 19                                                                           | Ulricehamn                     | 6 février 2021                 | Sprint L                       | Maja Dahlqvist                                          | Johanna Hagström                                        | Jessica Diggins                                         | Jessica Diggins                                         |
| -                                                                            | Nové Město                     | 20 février 2021                | Sprint C                       | Épreuves annulées en raison de la pandémie du COVID-19  | Épreuves annulées en raison de la pandémie du COVID-19  | Épreuves annulées en raison de la pandémie du COVID-19  | Épreuves annulées en raison de la pandémie du COVID-19  |
| -                                                                            | Nové Město                     | 21 février 2021                | 10 km L                        | Épreuves annulées en raison de la pandémie du COVID-19  | Épreuves annulées en raison de la pandémie du COVID-19  | Épreuves annulées en raison de la pandémie du COVID-19  | Épreuves annulées en raison de la pandémie du COVID-19  |
| Oberstdorf Championnats du monde de ski nordique (23 février au 7 mars 2021) |                                |                                |                                |                                                         |                                                         |                                                         |                                                         |
| 20                                                                           | Oslo → Engadine                | 12 mars 2021 → 13 mars 2021    | Sprint C → 10 km C             | Yulia Stupak                                            | Heidi Weng                                              | Ebba Andersson                                          | Jessica Diggins                                         |
| 21                                                                           | Oslo → Engadine                | 14 mars 2021                   | 30 km L                        | Heidi Weng                                              | Ebba Andersson                                          | Yulia Stupak                                            | Jessica Diggins                                         |
| Finales                                                                      |                                |                                |                                |                                                         |                                                         |                                                         |                                                         |
| -                                                                            | Pékin → Lillehammer            | 19 mars 2021                   | Sprint L                       | Epreuves annulées en raison de la pandémie du COVID-19  | Epreuves annulées en raison de la pandémie du COVID-19  | Epreuves annulées en raison de la pandémie du COVID-19  | Epreuves annulées en raison de la pandémie du COVID-19  |
| -                                                                            | Pékin → Lillehammer            | 20 mars 2021                   | 15 km Skiathlon                | Epreuves annulées en raison de la pandémie du COVID-19  | Epreuves annulées en raison de la pandémie du COVID-19  | Epreuves annulées en raison de la pandémie du COVID-19  | Epreuves annulées en raison de la pandémie du COVID-19  |
| -                                                                            | Pékin → Lillehammer            | 21 mars 2021                   | Poursuite 10 km C              | Epreuves annulées en raison de la pandémie du COVID-19  | Epreuves annulées en raison de la pandémie du COVID-19  | Epreuves annulées en raison de la pandémie du COVID-19  | Epreuves annulées en raison de la pandémie du COVID-19  |
| Finales - Classement final                                                   |                                |                                |                                |                                                         |                                                         |                                                         |                                                         |
|                                                                              |                                |                                |                                |                                                         |                                                         |                                                         |                                                         |

#### Épreuves par équipes
| N° | Lieu        | Date             | Épreuve                | Vainqueur                                             | Deuxième                                                               | Troisième                                                                            |
| -- | ----------- | ---------------- | ---------------------- | ----------------------------------------------------- | ---------------------------------------------------------------------- | ------------------------------------------------------------------------------------ |
| -  | Lillehammer | 6 décembre 2020  | Relais 4 x 5 km L et C | Epreuve annulée en raison de la pandémie du COVID-19, | Epreuve annulée en raison de la pandémie du COVID-19,                  | Epreuve annulée en raison de la pandémie du COVID-19,                                |
| 1  | Dresde      | 20 décembre 2020 | Sprint par équipes L   | Suisse I - Nadine Fähndrich                           | Russie I - Yulia Stupak - Natalia Nepryaeva                            | Slovénie I - Eva Urevc - Anamarija Lampič                                            |
| 2  | Lahti       | 24 janvier 2021  | Relais 4 x 5 km L et C | Norvège - Heidi Weng                                  | Suède I - Charlotte Kalla - Emma Ribom - Lovisa Modig - Ebba Andersson | Finlande I - Johanna Matintalo - Kerttu Niskanen - Laura Mononen - Krista Pärmäkoski |
| 3  | Ulricehamn  | 7 février 2021   | Sprint par équipes L   | Slovénie I - Anamarija Lampič                         | Suède I - Maja Dahlqvist - Linn Svahn                                  | Suisse I - Laurien van der Graaff - Nadine Fähndrich                                 |